# Piorești (okręg Prahova)
Piorești – wieś w Rumunii, w okręgu Prahova, w gminie Poienarii Burchii. W 2011 roku liczyła 327 mieszkańców.